# Prefettura di Forécariah
Forécariah è una prefettura della Guinea nella regione di Kindia, con capoluogo Forécariah.
La prefettura è divisa in 10 sottoprefetture:
- Alassoya
- Benty
- Farmoriah
- Forécariah
- Kaback
- Kakossa
- Kallia
- Maférinya
- Moussaya
- Sikhourou